# Associés contre le crime

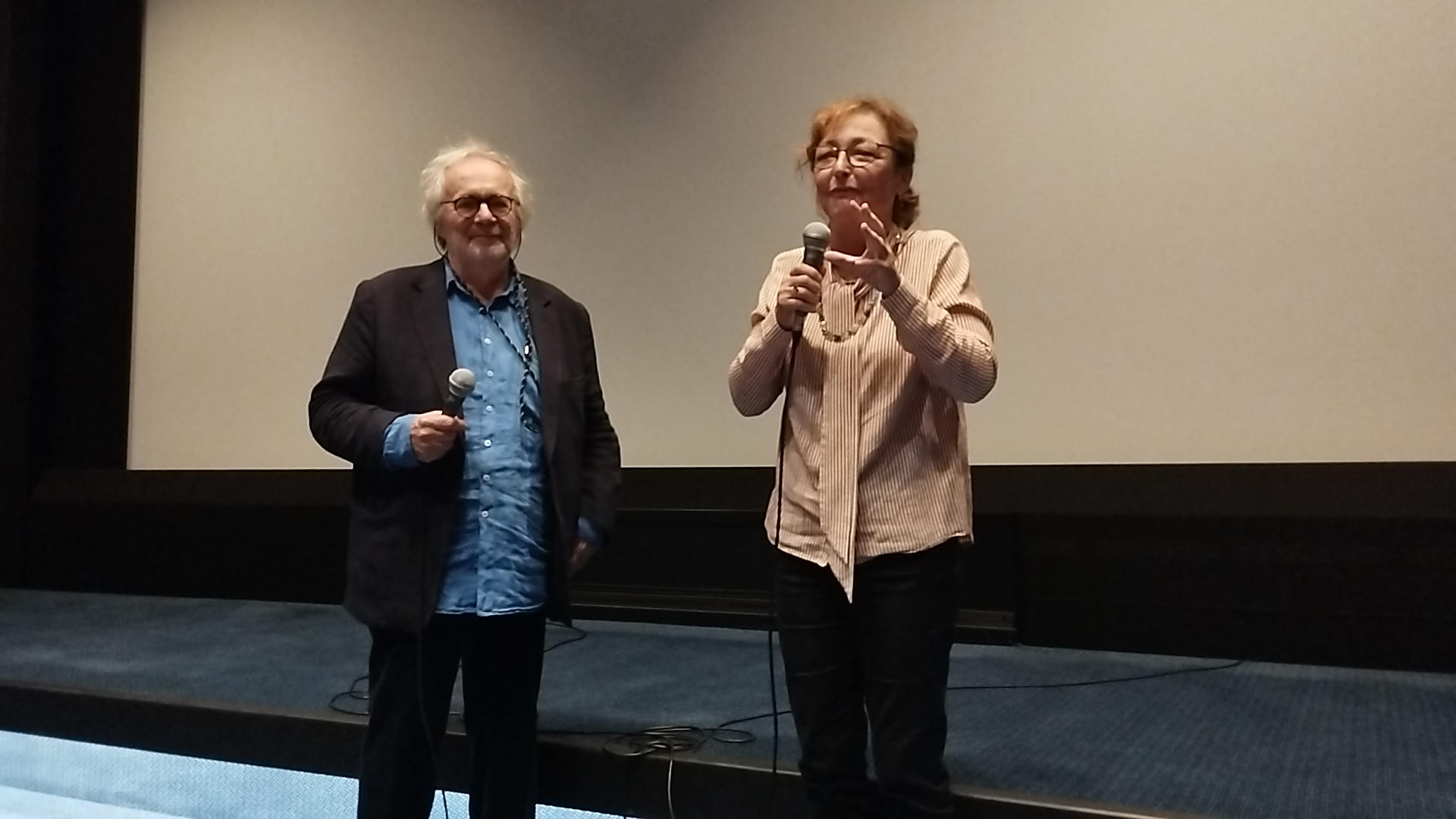
Pascal Thomas och Catherine Frot 2023.

Associés contre le crime är en fransk dramafilm regisserad av Pascal Thomas från 2012 baserad på novellen Fallet med den försvunna damen av Agatha Christie. I huvudrollerna syns Catherine Frot och André Dussollier.
Det är den tredje i Pascal Thomas filmtrilogi med Frot och Dussollier i rollerna som Prudence och Bélisaire Beresford. Den hade föregåtts av Mon petit doigt m'a dit... (2005) Le crime est notre affaire (2008).

## Handling
Prudence och Bélisaire Beresford njuter av en välförtjänt pension. Bélisaire har just publicerat sin självbiografi, där han tonar ner Prudences roll i hans äventyr, enligt råd från hans förläggare. Deras svärson Rudi har övergivits av dottern Marie-Christine och bor hos dem med deras barnbarn tvillingarna Pascal och Patrick. Deprimerad bestämmer sig Prudence för att ta över ledningen av en privatdetektivbyrå i Genève. James Van Luyderkerke från Bryssel har just bett honom att hitta hans fästmö Ludmilla Sakhalin, arvtagerska till en rysk oljemagnat, som försvann efter att ha åkt för att besöka vänner som inte väntade henne. Tack vare Bélisaire hittar Prudence Sakhalin på Phoenix Clinic, där hon sägs vara en av Dr. Lansons patienter. När hon pratar med fröken Sachalin gömmer hon sig först bakom sina lakan, och visar sig vara en äldre dam som påstår sig vara Ludmillas mamma; den senare sägs ha övergett äktenskapsprojektet och flytt till Ryssland. Prudence anar att något är fel, men Bélisaire tonar ner sina instinkter, medan pressen meddelar att Ludmilla dött i en bilolycka.
Prudence lämnar Bélisaire och söker upp sin far på cirkusen där han, istället för att muntra upp henne, säger till henne att hon egentligen aldrig har tagit hand om någon annan än sig själv. Prudence försonas med Bélisaire och bestämmer sig för att överge sin privatdetektivbyrå. Prudence och Bélisaire kontaktades sedan av Marie Van Dinh, som arbetade på Phoenix-kliniken tillsammans med dr Ambroise Lanson. Van Dinh är orolig för Lanson, eftersom han skulle ha en mirakelmetod för att föryngra sina patienter, men han har varit försvunnen i flera veckor. Van Dinh sägs själv vara en av hans patienter, och även om hon ser ut att vara i 25-årsåldern är hon i själva verket över 80. Hon misstänker doktorerna Roscoff, Matarazzi och Jünger på Phoenix Clinic för att vilja stjäla Lansons metod och för att ha mördat doktorns tidigare patienter.
Prudence och Bélisaire presenterar sig på kliniken under falska namn för att fortsätta utredningen. Där visade Van Dinh dem stugan där dr Lanson praktiserade sin metod och fruktade för sitt liv och stoppade en nyckel i Bélisaires ficka och kysste honom. Tillbaka på kliniken förklarar doktorerna Roscoff, Matarazzi och Jünger för Beresfords att Van Dinh, som har varit i chock sedan Dr. Lanson dog i en klättringsolycka, skapar historier och oroar dem. Nästa dag i gryningen ser Prudence och Bélisaire en kropp iklädd samma rock som Van Dinh drunknad i klinikens pool, men den försvann när de kom ner från sitt rum. De återvände till Lansons stuga och fann Van Dinhs kropp där. Bélisaire upptäckte då nyckeln som Van Dinh hade smugit honom dagen innan men Roscoff, Matarazzi och Jünger grep honom. Prudence lyckas fly med nyckeln och upptäcker Ambroses berömda ägg.
Belisarius hölls som gisslan och läkarna på kliniken krävde vad Lanson hade gömt i skåpet. Prudence, stoisk, vägrar att ge dem det och ber att få tala med sin man. Bélisaire tar tillfället i akt att ge honom ett kodat meddelande som indikerar att han kommer att fly samma kväll. När läkarna sätts i fängelse vet Prudence och Bélisaire fortfarande inte hur Dr. Lanson använde Ambroses ägg. Det är ingen slump att de upptäcker att det bara fungerar på vissa ställen där det finns ett elektromagnetiskt fel, precis innan de tappar det i en sjö.

## Rollista
- André Dussollier : Colonel Bélisaire Beresford
- Catherine Frot : Prudence Beresford
- Linh-Dan Pham : Marie Van Dinh
- Nicolas Marié : Doktor Nicolas Roscoff
- Agathe de La Boulaye : Doktor Matarazzi
- Éric Naggar : Doktor Jünger
- Julos Beaucarne : Prudences far
- Bernard Verley : generalen
- Sarah Biasini : Marie-Christine, dotter till Bélisaire och Prudence
- François Bettens : Rudi, make till Marie-Christine
- Caroline Pigozzi : Albane
- Hervé Pierre : familjeläkaren
- Georges Chappuis : Georges
- Alexandre Lafaurie : Hector
- Vania Plemiannikov : James van Luydekerke